# احمدرضا جلالی (بازیکن فوتبال)
احمدرضا جلالی (زادهٔ ۲۳ مرداد ۱۳۸۰ در دشت آزادگان) بازیکن فوتبال اهل ایران است که در پست مدافع چپ برای باشگاه فوتبال استقلال خوزستان در لیگ برتر خلیج فارس بازی می‌کند.